# Can You Keep a Secret?
Can You Keep a Secret? (prt: És Capaz de Guardar Um Segredo?; bra: Pode Guardar Um Segredo?) é um filme independente estadunidense de comédia romântica de 2019 dirigido por Elise Duran e estrelado por Alexandra Daddario e Tyler Hoechlin. É baseado no romance homônimo de Sophie Kinsella, com roteiro adaptado por Peter Hutchings.
Can You Keep a Secret? foi disponibilizado por meio de vídeo sob demanda na América do Norte em 13 de setembro de 2019, com um lançamento limitado nos cinemas no mercado estrangeiro, onde arrecadou bilheteria total de US$ 1,6 milhão.

## Sinopse
Emma Corrigan é uma representante de marketing júnior em Nova York na Panda, uma empresa de alimentos orgânicos, em Chicago para uma reunião de vendas. O cliente recusa seu argumento de venda. Emma fica bêbada no voo para casa e quando o avião passa por uma turbulência, ela pensa que vai morrer, e revela seus problemas pessoais e profissionais a um belo estranho, incluindo sua insatisfação com seu namorado Connor. Connor a encontra no aeroporto e sugere que eles morem juntos. Ela concorda, mas se arrepende na manhã seguinte.
De volta ao trabalho, Emma se prepara para a visita do CEO da Panda, Jack Harper. Quando ele chega, é o belo estranho do avião. Ele concorda em não dizer nada ou demiti-la, se ela em troca não revelar que ele estava em Chicago.
Em uma reunião de marketing, Emma sugere que o público-alvo para sua linha de produtos "Panda Bites" não deve ser a geração Y, mas os idosos. Connor e outros colegas de trabalho dizem que o produto deve simplesmente ser cortado. Mais tarde, Emma pede a Nick, o representante responsável pela Panda Bites, uma parte do orçamento de marketing para testar sua teoria.
Emma chama Connor para a sala de arquivo para sexo espontâneo em uma tentativa de revigorar seu relacionamento. Quando Connor se recusa, Emma termina com ele. Jack a convida para jantar e os dois começam um relacionamento apaixonado. Jack, no entanto, permanece reservado. A colega de quarto e melhor amiga de Emma, Lissy, avisa que o relacionamento deles pode ser muito unilateral.
Jack discute os produtos da Panda na televisão com o escritório assistindo. Ele descreve o novo público-alvo da empresa como a "garota da rua" e, em maiores detalhes, começa a descrever Emma, listando todos os seus segredos. Embora ele não a diga, seus colegas de trabalho percebem que é ela e começam a zombar dela. Jack percebe tarde demais o que ele fez. Emma se recusa a atender suas ligações. Quando ele a encontra em um café, Emma exige saber por que ele está indo para Chicago. Jack está relutante e Emma vai embora. Lissy e sua outra colega de quarto, Gemma, sugerem que Emma se vingue revelando seus segredos. Gemma sugere que um amigo repórter de tablóide ajude a encontrar detalhes sobre Chicago, mas Emma recusa.
Em uma reunião de marketing, o chefe Cybill parabeniza Nick pelo anúncio em uma revista para idosos que valeu a pena. Quando ele leva todo o crédito, Emma o chama e pede uma promoção que lhe foi prometida. Cybill concorda.
Jack revela o motivo de suas viagens a Chicago: ele tem trabalhado para garantir que sua afilhada fique fora dos holofotes após a morte de seu pai para que ela possa ter uma vida normal. Gemma chega então com seu amigo repórter e Jack sai furioso. Emma o rastreia em um avião de volta para Chicago. Ela garante que não disse nada ao repórter e expressa gratidão por ele a amá-la quando ela era ela mesma. Ele então começa a revelar todos os seus segredos para ela.[carece de fontes?]

## Elenco
- Alexandra Daddario como Emma Corrigan
- Tyler Hoechlin como Jack Harper
- Sunita Mani como Lissy
- Laverne Cox como Cybill
- Kimiko Glenn como Gemma
- Bobby Tisdale como Doug
- Kate Easton como Artemis
- David Ebert como Connor Martin
- Robert King como Casey
- Sam Asghari como Omar
- Judah Friedlander como Mick

## Recepção

### Recepção da crítica
Can You Keep a Secret? recebeu críticas predominantemente negativas dos críticos. No Rotten Tomatoes, o filme tem um índice de aprovação de 29% com base em resenhas de 17 críticos, com uma pontuação média de 4,36/10.

### Bilheteria
Can You Keep a Secret? teve estreia limitada nos cinemas, apenas no mercado externo, onde arrecadou bilheteria total de US$ 1,6 milhão.